# چیناویتا
چیناویتا (انگلیسی: Chinavita) نام یک منطقه مسکونی در کلمبیا است.